# Wer’s bringt, gewinnt
Wer’s bringt, gewinnt war eine deutsche Spielshow, die im Auftrag des SWR von Seo Entertainment produziert und auf dem Fernsehsender EinsPlus ausgestrahlt wurde. Die Show wurde in Berlin, Köln, München und Stuttgart aufgezeichnet. Moderiert wurde die Show vom Schweizer Radiomoderator Jonathan „Jontsch“ Schächter. 2014 wurde die Sendung eingestellt, auf EinsPlus liefen allerdings weiterhin bis zur Einstellung des Senders 2016 Wiederholungen der Show.

## Konzept
Der Moderator suchte im Zentrum verschiedener deutscher Städte nach Mitspielern. Er stellte dem Kandidaten eine Frage, deren Antwort er innerhalb der vorgegebenen Zeit herbeibringen musste. Konnte der Kandidat die Antwort innerhalb dieser Zeit herbeibringen, konnte er entscheiden, ob er das erspielte Geld behalten und damit aufhören wollte, oder ob er weiterspielte und damit das bisher erspielte Geld verdoppeln konnte. Schaffte es der Kandidat nicht, die richtige Lösung innerhalb der Zeit herbeizubringen oder die falsche Antwort einloggte, gewann er nichts.

## Spielrunden
| Runde   | Zeit      | Gewinn    |
| ------- | --------- | --------- |
| Runde 1 | 5 Minuten | 100 Euro  |
| Runde 2 | 4 Minuten | 200 Euro  |
| Runde 3 | 3 Minuten | 400 Euro  |
| Runde 4 | 2 Minuten | 800 Euro  |
| Runde 5 | 1 Minute  | 1600 Euro |

## Episoden
| Folge   | Erstausstrahlung | Titel                          | Quelle |
| ------- | ---------------- | ------------------------------ | ------ |
| Folge 1 | 30. Mai 2013     | Harlem Shake trifft Schuhsohle | [ 2 ]  |
| Folge 2 | 13. Juni 2013    | Zucker im String?              | [ 3 ]  |
| Folge 3 | 27. Juni 2013    | Mit Jontsch im Bett            | [ 4 ]  |
| Folge 4 | 11. Juli 2013    | Das Leben ist kein ???-Hof     | [ 5 ]  |
| Folge 5 | 25. Juli 2013    | Zocken bis zum letzten Penny   | [ 6 ]  |
| Folge 6 | 8. Aug. 2013     | Jontsch trifft seine Muse      | [ 7 ]  |

| Folge   | Erstausstrahlung | Titel                 | Quelle |
| ------- | ---------------- | --------------------- | ------ |
| Folge 1 | 6. März 2014     | Ein gutes Blatt       | [ 8 ]  |
| Folge 2 | 20. März 2014    | Werden wir verhaftet? | [ 9 ]  |

## Wiederholungen
In der Woche nach der Ausstrahlung wiederholte EinsPlus die Sendung zu folgenden Zeiten:
- Donnerstag: 22:45 Uhr
- Freitag: 13:45 Uhr
- Freitag: 20:45 Uhr
- Freitag: 22:45 Uhr
- Samstag: 21:30 Uhr
- Sonntag: 21:45 Uhr

Alle Folgen konnten außerdem auf der Homepage von EinsPlus gesehen werden. Dort wurden sie bereits vor ihrer Erstausstrahlung im Fernsehen bereitgestellt.

## Trivia
Im Schweizer Fernsehen läuft die Spielshow unter dem Namen Don’t say it – bring it! auf SRF zwei, moderiert von Andi Rohrer.